# Ásgeir Ásgeirsson
Ásgeir Ásgeirsson (13 de Maio de 1894 - 15 de Setembro de 1972) foi o 2 º presidente da Islândia, de 1952 a 1968.
Educado como um teólogo, Ásgeir graduou-se com honradamente na Universidade da Islândia em Reiquejavique em 1915, mas foi considerado muito jovem para ser ordenado como ministro. Ele casou com Dóra Þórhallsdóttir em 1917. Dóra era filha de Þórhallur Bjarnarson, Bispo da Islândia (1908-1916). O seu irmão era Tryggvi Þórhallsson, que foi primeiro-ministro da Islândia entre 1927-1932. 
Ásgeir foi eleito para o Althing em 1923, com 29 anos, para o Partido Progressista da Islândia. Ele falou como Presidente do Althing em Þingvellir, por ocasião do milésimo aniversário do Althing, em 1930, tornou-se Ministro das Finanças em 1931 e Primeiro-ministro em 1932. Ele deixou o Partido Progressista em 1934, mas manteve-se como órgão independente para a eleição de um certo tempo até que ele aderiu ao Partido Social Democrata da Islândia, e permaneceu no Althing até que ele foi eleito Presidente da Islândia em 1952. Desde 1938 e até que ele foi eleito Presidente, foi o director de Útvegsbanki Íslands, um banco islandês, que mais tarde se fundiu com outros três bancos e tornou-se no Íslandsbanki (agora Glitnir). 
Ásgeir foi eleito como o segundo Presidente da Islândia numa eleição muito disputada em 1952, que ocorrera antecipadamente devido à morte prematura de Sveinn Björnsson, primeiro presidente da Islândia. Ásgeir, o principal adversário de Bjarni Jónsson, Ministro em Reiquejavique, teve o apoio de alguns partidos, como o Partido Independente e o Partido Progressista. Ásgeir ainda conseguiu receber 46,7% dos votos, em comparação com Bjarni Jónsson com 44,1%. O terceiro candidato, Gísli Sveinsson, um ex-MP para o Partido Independente, obteve 6,0%. 
Ásgeir foi reeleito por unanimidade em 1956, 1960, e 1964. Pouco tempo depois de iniciar o seu quarto mandato, sua esposa, Dóra, morreu de leucemia. Em 1968, Ásgeir decidiu não disputar a reeleição. Esperava-se que o seu filho adotivo, Gunnar Thoroddsen, que era o primeiro colocado nas pesquisas fosse eleito seu sucessor, porém ele perdeu para Kristján Eldjárn.